# Rochers de Chamalière
Les rochers de Chamalière sont un sommet des monts du Cantal dans le Massif central.

## Géographie
Les rochers sont situés sur la commune d'Albepierre-Bredons. En contrebas, se trouve le cirque de Chamalière, abritant des mouflons et servant de lieu de passage pour les oiseaux migrateurs.

## Activités

### Protection environnementale
Le sommet est inclus dans le site Natura 2000 « Massif cantalien », dans la ZNIEFF de type 2 « Monts du Cantal », ainsi que dans la ZNIEFF de type 1 « Plomb du Cantal et Prat-de-Bouc ».

### Escalade
Avec un total de 10 à 25 voies cotées entre 5c et 6a, le site d'escalade des rochers de Chamalière est réparti sur deux falaises.